# Цветное (Астраханская область)
Цветное — село в Володарском районе Астраханской области России. Является административным центром Цветновского сельсовета.

## История
В «Списке населенных мест Российской империи» 1859 года Цветной (Цветновское) упомянут как временное поселение при казённом рыбном заводе Астраханского уезда (2-го стана) на берегу Каспийского моря, расположенное в 95 верстах от губернского города Астрахани.

## География
Село находится в юго-восточной части Астраханской области, на правом берегу протоки Быстрая дельты реки Волги, на расстоянии примерно 25 километров (по прямой) к юго-востоку от посёлка Володарский, административного центра района.
Абсолютная высота — 24 метра ниже уровня моря.
Климат
умеренный, резко континентальный, характеризуется высокими температурами летом и низкими — зимой, малым количеством осадков, а также большими годовыми и летними суточными амплитудами температуры воздуха.

## Население
| 2002 | 2010  |
| ---- | ----- |
| 1196 | ↘1121 |

Национальный и гендерный состав
По данным 1859 года в Цветном насчитывалось 44 двора и проживало 247 человек (125 мужчин и 122 женщины)
По данным Всероссийской переписи, в 2010 году численность населения села составляла 1121 человек (531 мужчина и 590 женщин).
Согласно результатам переписи 2002 года, в национальной структуре населения русские составляли 67 %, казахи — 32 %.

## Инфраструктура
В селе находятся Цветновская средняя общеобразовательная школа, детский сад, отделение Почты России, участковая больница, дом культуры, библиотека, дом инвалидов, пожарное депо и АЗС.

## Транспорт
Автодорога регионального уровня 12 ОП РЗ 12Н 031 Володарский — Цветное. Остановка общественного транспорта «Цветное»
Уличная сеть села состоит из 13 улиц и 7 переулков.